# Hipèret
A l'antiga Grècia, els hipèrets (en grec antic: ὑπηρέτης, llatí: hyperetes) eren els tripulants d'un vaixell. Es tracta d'un derivat de ἐρέσσω (erésso): ἐρέτης (erétes) significa, originàriament, 'remer'.
En èpoques posteriors es va aplicar a tota la tripulació d'una nau, per diferenciar-los dels ἐπιβάται (epibátai), els soldats de marina, segons que diu Tucídides. De vegades també es diferenciaven dels ναῦται (nautai), 'mariners o tripulants'. A la guerra del Peloponnès, el govern d'Atenes va pagar els sous de tots els que eren a bord de les naus, però a l'època de Demòstenes, l'estat només pagava als mariners (ναῦται) i els trierarques havien de contractar i pagar els hipèrets.
El nom de ὑπηρέται també es donava a aquells homes que acompanyaven els hoplites quan anaven al camp de batalla, i els portaven l'equipatge, les provisions i l'escut segons diu Xenofont. El nom comú d'aquests servidors dels hoplites era també σκευοφόρος (skeuophoros, 'el que porta l'equipatge').
A Atenes, el nom de ὑπηρέτης, o l'abstracte ὑπηρεσία, sembla que s'aplicava a una classe d'oficials. Aristòtil, divideix tots els funcionaris públics en tres classes: ἀρχαὶ (arkhài) o magistrats, ἐπιμέλειαι (epiméleiai) o administradors, i ὑπηρεσίαι (hyperesíai) o funcionaris de servei. Les ciutats i les seves administracions tenien totes els seus hipèrets que eren contractats per realitzar les feines més mecàniques pels magistrats o els administradors, que no podien fer les feines més baixes i les assignaven a un servidor contractat pel seu compte. Entre els hipèrets hi havia els escrivents, els pregoners, els missatgers, els vigilants contractats pels nomofílacs, i altres. No tenien gaire consideració entre els ciutadans i de vegades les seves feines eren fetes per esclaus.